# Надін Лабакі
Наді́н Лабакі (араб. نادين لبكي ; нар. 18 лютого 1974, Баадба, Ліван) — ліванська акторка, режисерка, сценаристка й кліпмейкерка.

## Біографія
Надін Лабакі народилася 18 лютого 1974 року в Лівані, місті Баадба, її батьків звали Антуан і Антуанетт Лабакі. Навчалася в університеті Св. Йосипа в Бейруті (IESAV).
Одружена з композитором Халідом Музанаром.

## Кар'єра
Її дипломний фільм 11 Rue Pasteur (1997), став найкращим короткометражним фільмом на Бієналі арабських фільмів в паризькому Інституті арабського світу в 1998 році.
Вона знімає відеокліпи для багатьох відомих ліванських та арабських виконавців, у тому числі Pascale Machaalani, Noura Rahal, Katia Harb, Ненсі Аджрам. Також вона знімає рекламні ролики для «Кока–коли». З 2003 року знімається як акторка.
У 2007 році вона зняла свій перший фільм «Карамель», прем'єра якого відбулася на Каннському кінофестивалі. Фільм був тепло зустрінутий критикою і сподобався аудиторії. Її другий фільм «І куди ми тепер?» вийшов у 2011 році. Фільм був показаний на Канському кінофестивалі 2011 в рамках програми «Особливий погляд» і відтоді колекціонує нагороди по всьому світу. У 2011 році на Міжнародному кінофестивалі в Торонтофільм отримав «Приз глядацьких симпатій».

## Фільмографія

### Режисерські роботи
- Карамель (2007)
- І куди ми тепер? (2011)
- Капернаум (2018)

### Акторські роботи
- Non métrage Libanais (2003) — Ніна
- Ramad (Ashes) (2003)
- Seventh Dog (2005) — Soraya
- Bosta (2005) — Алія
- Карамель (2007) — Лаял
- Stray Bullet (2010) — Ноха
- Al Abb Wal Gharib (The Father And The Foreigner) (2010) — Заїра
- І куди ми тепер? (2011) — Амале
- Капернаум (2018) — Надін

### Музичні відеокліпи
2001
«Tayr el Gharam» — Pascale Machaalani 
«Salemly Albak» — Noura Rahal 
«Shoflak Hall» — Noura Rahal 
2002
«Ma Fina» — Katia Harb 
2003
«Akhasmak Ah» — Ненсі Аджрам 
«Ya Salam» — Ненсі Аджрам 
«Habib Albi» — Carole Samaha 
«Sehr Ouyounou» — Ненсі Аджрам 
2004
«Al- Urdun» — Guy Manoukian 
«Tala ' Fiyi» — Carole Samaha 
«Ah W Noss» — Ненсі Аджрам 
«Jayi el Hakika» — Star Academy 
«Lawn Ouyounak» — Ненсі Аджрам 
2005
«Bahebak Mot» — Yuri Mrakadi 
«B'einak» — Nawal Al Zoghbi 
«Ya Shaghelny Beek» — Nicole Saba 
«Enta Eih» — Ненсі Аджрам 
2006
«I'tazalt El Gharam» — Magida El Roumi 
«Yatabtab» — Ненсі Аджрам 
2010
«Fi Hagat» — Ненсі Аджрам